# 列昂尼德·科尔尼耶茨
列昂尼德·罗曼诺维奇·科尔尼耶茨（1901年8月8日（21日）—1969年5月29日），苏联烏克蘭裔党和国家领导人，陆军中将军衔。曾任乌克兰苏维埃社会主义共和国最高苏维埃主席团主席，人民委员会主席，苏联粮食产品部长等职务。

## 生平
- 1901年8月8日（格里历：8月21日）出生于赫尔松省伊利萨维格勒区博布里涅茨的一个政府雇员家庭，父亲是政府的一名园丁。
- 1918年5月起在学习之余打零工，为自己赚取学费。1920年5月-9月，博布里涅茨市警察局文员。1922年毕业于当地职业学校。
- 1922年5月-10月，博布里涅茨汽车厂机械师。
- 1922年10月-1925年4月，红军高加索第2步兵师第5团教官。期间，1922年10月-1924年，巴库理工学院学习。
- 1925年4月-1926年4月，敖德萨省季诺维也夫区布拉茨基镇农民之家负责人。
- 1926年4月-1927年7月，布拉茨基镇政府教育局长。1926年6月加入联共（布）。
- 1927年7月-8月，乌共（布）季诺维也夫区布拉茨基镇大维斯卡村委宣传部长。
- 1927年8月-10月，乌共（布）季诺维也夫区政府秘书。
- 1927年10月-1928年9月，布拉茨基镇农民青年学校校长。
- 1928年9月-1929年11月，季诺维也夫区第一农业技术学校校长。
- 1929年11月-1930年9月，季诺维也夫区督学。
- 1930年9月-1931年6月，尼古拉耶夫州新普拉加区政府副区长。
- 1931年6月-1933年9月，乌共（布）新普拉加区委组织部长。
- 1933年9月-1936年12月，乌共（布）第聂伯罗彼得罗夫斯克州多林斯卡区委第二书记。
- 1936年12月-1937年12月，乌共（布）第聂伯罗彼得罗夫斯克州馬赫達利尼夫卡區委第一书记。
- 1937年12月-1938年2月，乌共（布）第聂伯罗彼得罗夫斯克州梅利托波尔区委第一书记。
- 1938年2月-8月，乌共（布）第聂伯罗彼得罗夫斯克州委第二书记。
- 1938年7月-1939年2月，乌克兰苏维埃社会主义共和国最高苏维埃主席团主席。
- 1939年7月-1944年2月，乌克兰苏维埃社会主义共和国人民委员会主席，负责组织乌克兰的党政机关和工农业企业的撤退、沦陷区游击战以及伤兵难民的救济工作。
  - 期间，
  - 1941年7月-1942年8月，红军南方方面军军事委员会委员。
  - 1942年8月-9月，红军北高加索方面军军事委员会委员。
  - 1942年9月-10月，红军黑海方面军军事委员会委员。
  - 1942年10月-1943年6月，乌共（布）地下中央委员。
  - 1943年5月-9月，沃罗涅日方面军军事委员会委员。1943年5月9日晋升陆军中将军衔。
- 1944年2月-1950年3月，乌克兰苏维埃社会主义共和国人民委员会、部长会议第一副主席。
- 1950年3月-1953年11月，乌克兰苏维埃社会主义共和国部长会议副主席。
- 1953年11月-1956年5月，苏联部长会议农业和采购局成员兼苏联采购部长。
- 1956年5月-1958年11月，苏联粮食部长。
- 1958年11月-1961年2月，苏联部长会议下属国家粮食委员会主席。
- 1961年2月-1963年1月，苏联部长会议下属国家采购委员会第一副主席。
- 1963年1月-1969年5月，苏联部长会议下属国家采购委员会主席。
- 1969年5月29日于莫斯科逝世，享年67岁。葬于新圣女公墓。

科尔尼耶茨是联共（布）18大，第18次代表会议，苏共19-23大代表；第18届中央委员，第19-23届中央候补委员；第1-7届苏联最高苏维埃联盟院代表，第1-3届乌克兰苏维埃社会主义共和国最高苏维埃代表。

## 荣誉
- 四次列宁勋章
- 一级波格丹·赫梅利尼茨基勋章
- 一级卫国战争勋章
- 劳动红旗勋章
- 劳动英勇奖章

## 備註
1. ↑  烏克蘭語羅馬化：Leonid Romanovych Korniiets
2. ↑  俄語羅馬化：Leonid Romanovich Korniyets